# Alphabetisierung von Migranten in der Bundesrepublik Deutschland
Die Alphabetisierung von Migranten richtet sich an schriftunkundige Menschen mit Migrationshintergrund in der Bundesrepublik Deutschland.
Im Jahr 2011 gibt es nach einer Studie der Universität Hamburg in der Bundesrepublik Deutschland 7,5 Millionen Analphabeten. Sie haben Schwierigkeiten beim Lesen und Schreiben oder verfügen über keinerlei Kenntnisse der Lese- und Schreibkompetenzen. Mit unterschiedlichen Strategien und der Unterstützung von Freunden und Familie behelfen sie sich, den schriftsprachlichen Ansprüchen unserer Gesellschaft im Alltag gerecht zu werden. Betroffen sind auch Menschen mit unterschiedlichen kulturellen und sprachlichen Hintergründen. Die zugewanderte Bevölkerung erwirbt Deutsch als Zweitsprache und steht zusätzlich vor der Herausforderung, das Schreiben und Lesen in der deutschen Sprache zu erlernen.

## Analphabetismus im Kontext von Migration
Die Alphabetisierungskurse, auch Integrationskurse mit Alphabetisierung genannt, stellen einen Teil der Integrationskurse in Deutschland dar. In den Jahren von 2005 bis 2010, inklusive des ersten Halbjahres von 2011 haben laut Statistiken des BAMF (Bundesamt für Migration und Flüchtlinge) in Deutschland insgesamt 28.968 Absolventen an Alphabetisierungskursen teilgenommen. Diese Zahl entspricht 6,5 % der gesamten Absolventenanzahl von Integrationskursen bundesweit. Im ersten Halbjahr 2011 starteten in Deutschland insgesamt 831 Alphabetisierungskurse. Das entspricht einer Quote von 19 % der Integrationskurse.
Der Begriff Analphabetismus bezeichnet allgemein das Phänomen, dass Menschen über keine oder wenig Lese- und Schreibkompetenzen verfügen. Die Definition kann problematisch werden, wenn es sich um das Erlernen einer Fremdsprache oder Zweitsprache handelt. Unter bestimmten Bedingungen ist es schwierig, Alphabetisierung zu definieren. Generell wird zwischen dem primären, sekundären und dem funktionalen Analphabetismus unterschieden. Ein weiteres Phänomen wird mit dem Begriff Umalphabetisierung bezeichnet.

## Differenzierung von Analphabetismus
Im Folgenden wird Analphabetismus in Bezug auf Menschen mit Migrationshintergrund in Deutschland betrachtet. Die Ursachen des Analphabetismus variieren je nach Herkunftsland und Form des Analphabetismus. Weltweit können viele Menschen, die keine Bildungschancen haben, nicht Lesen und Schreiben.
Mit primärem Analphabetismus werden Menschen angesprochen, die nie schreiben oder lesen gelernt haben oder nur wenige Jahre zur Schule gegangen sind, und daher keine Kompetenzen im Lesen und Schreiben erlangen konnten. Ursachen des primären Analphabetismus sind vielfältig. Besonders betroffen sind Frauen, die aufgrund ihrer Rollenzuweisung in ihrer Familie und Herkunftskultur keine schulische Bildung erfahren konnten. Vielen Familien fehlt die finanzielle Grundlage, ihre Kinder auf eine Schule zu schicken. Auch eine große Entfernung zwischen Wohnort und Schule, kulturelle Lebensumstände, politische Unruhen oder Kriege können Ursachen für Analphabetismus sein.
Der funktionale Analphabetismus bezieht sich auf Menschen, die über Lese- und Schreibkompetenzen verfügen, ohne die gesellschaftlichen Bedingungen erfüllen zu können. Im Kontext von Migration bedeutet dies, dass im neuen kulturellen Umfeld die bisherigen schriftsprachlichen Kenntnisse aus dem Herkunftsland nicht ausreichen. Schriftsprachliche Kompetenzen werden kulturspezifisch definiert. In Deutschland entstehen zum Teil andere Ansprüche an die Migranten als in ihren Herkunftsländern. Der Umgang mit Computern oder anderen Technologien wird beispielsweise in einer westlichen Gesellschaft vorausgesetzt.
Unter dem Begriff sekundärer Analphabetismus werden die Menschen angesprochen, die Schreiben und Lesen gelernt, es aber wieder verlernt haben. Bedingt durch das Erlernen der Zweitsprache kann der Bezug zum Lesen und Schreiben in der Herkunftssprache abnehmen oder verloren gehen. Der sekundäre Analphabetismus ist ein Sonderfall des funktionalen Analphabetismus.
Menschen, die in einer nicht lateinischen Schrift alphabetisiert sind, werden nicht als Analphabeten bezeichnet. Es handelt sich hierbei um funktional alphabetisierte Menschen, die geringe oder keine Kenntnisse im lateinischen Schriftsystem aufweisen. Diese Gruppe gibt es im Zusammenhang mit Migration. Unter diesen Aspekten spricht man von Umalphabetisierung. In neueren Veröffentlichungen wird der Begriff Umalphabetisierung durch den Begriff Zweitschriftlernen ersetzt.

## Integrationskurs mit Alphabetisierung
Der Integrationskurs mit Alphabetisierung richtet sich an schriftunkundige Migranten in Deutschland. Aufgabe des Kurses ist es, den Teilnehmern im Umfang von maximal 1245 Unterrichtseinheiten (UE) die Kompetenzen im Schreiben und Lesen zu vermitteln, so dass sie selbstständig mit den schriftsprachlichen Anforderungen im (Berufs-)Alltag zurechtkommen. Kenntnisse der Rechtsordnung, Kultur und Geschichte Deutschlands sind weitere Ziele des Integrationskurses. „Erst die Beherrschung der Schriftsprache und das Vorhandensein grundlegender Sprachkenntnisse in Kombination mit elementaren Fertigkeiten der Grundbildung erlauben ein aktives Zusammenleben in der deutschen Gesellschaft.“

## Heterogenität der Lerngruppe
Die Teilnehmern an einem Integrationskurs mit Alphabetisierung unterscheiden sich hinsichtlich ihrer schriftsprachlichen, sprachlichen Kenntnisse und ihrer Lebenssituation.
Ein Zusammenhang zwischen der Lernbiographie und den schriftsprachlichen Kenntnissen ist erkennbar. Eine Person, die die Schule besuchte, unterscheidet sich von einer Person ohne jegliche Schulerfahrung.
Die sprachlichen Kenntnisse der Teilnehmern variieren. Grammatikkenntnisse sind meistens kaum vorhanden. Es ist nicht davon auszugehen, dass Menschen, die sich schon länger in Deutschland aufhalten, bessere Deutschkenntnisse vorweisen als Neuzugewanderte. Faktoren wie Motivation, soziale Kontakte, berufliche Beschäftigung und Zielsetzung des Einzelnen spielen eine Rolle.
Die Gruppe kann heterogen hinsichtlich der Herkunftsländer der Teilnehmern sein, d. h. die Menschen haben unterschiedliche Erstsprachen und stammen aus verschiedenen Kulturen, sodass Sprache und Schriftsprache verschieden sind.
Weitere Unterschiede sind das Alter und das Geschlecht der Teilnehmer. Viele Teilnehmer an einem Alphabetisierungskurs sind Frauen. Im ersten Halbjahr des Jahres 2011 haben nach Statistiken des BAMF 4267 Frauen (64,3 %) und 2368 Männer (35,7 %) mit einem Alphabetisierungskurs begonnen. Die Doppelbelastung durch Haushalt und Beruf stellt für viele Frauen eine besondere Herausforderung dar, die es zusätzlich erschwert, sich das Lesen und Schreiben anzueignen.
Die Teilnehmer bringen unterschiedliche Vorkenntnisse und Kompetenzen im Lernen mit. Sie haben voneinander abweichende Lernerfahrungen und sie verfügen über ein uneinheitlich entwickeltes Sprachenbewusstsein. Die Fähigkeit zur Gruppenarbeit ist nicht voraussetzbar.
Die Heterogenität in einem Alphabetisierungskurs erfordert Flexibilität der Lehrenden. Unterschiedliche Interessen der Lernenden sollten möglichst durch ein differenziertes Lernangebot berücksichtigt werden. Die Heterogenität bietet eine Chance für den Lernerfolg der Kursteilnehmern. Der Sprachenreichtum, die kulturellen Unterschiede und die Erweiterung des Sprachenbewusstseins unterstützen die Alphabetisierung.

## Umfang und Struktur des Integrationskurses mit Alphabetisierung
Ein Alphabetisierungskurs besteht aus drei Kursmodulen mit insgesamt 900 Unterrichtseinheiten (UE). Die Module werden gegliedert in:
- Basis-Alpha-Kurs mit 300 UE
- Aufbau-Alpha-Kurs A mit 300 UE
- Aufbau-Alpha-Kurs B mit 300 UE

Jedes Modul besteht aus drei Kursabschnitten zu je 100 UE. Zusätzlich sind die Teilnehmer für den Orientierungskurs mit 45 UE verpflichtet. Vorausgesetzt, dass nach der Grundförderung von 900 UE das Sprachniveau B1 des GER (Gemeinsamer Europäischer Referenzrahmen) nicht erreicht wurde, kann ein Aufbau-Alpha-Kurs C mit 300 UE fortgesetzt werden. Für eine zusätzliche Förderung nach 900 UE ist eine Teilnahme an dem Sprachtest Deutsch-Test für Zuwanderer notwendig. Im Rahmen der Grundförderung und des Nachweises des erreichten Niveaus B1 wird nur einmalig eine Testteilnahme finanziert.
Durch individuelle Lernerfolge können Kursteilnehmende in höhere Module ab dem Basis-Alpha-Kurses B eingestuft werden. Nach Beendigung eines Moduls ist es Teilnehmern freigestellt in einen allgemeinen Integrationskurs zu wechseln. Ferner besteht für spezielle Zielgruppen die Möglichkeit in einen Frauen-, Jugend- oder Elternkurs weiter zu lernen. Mithilfe des Einstufungstests Deutsch-Test für Zuwanderer wird entschieden, an welchem Modul der „Wechselkandidat“ teilnehmen kann. Trotzdem sind die mindestens 945 vorgesehenen Unterrichtseinheiten zu beanspruchen und zwar durch Restförderungsmodule. In den Restfördermodulen werden Deutschkenntnisse mit dem Ziel des Niveau B1 vermittelt. Die Förderung eines Teilnehmers ist beendet, wenn die 945 UE oder maximal 1245 UE beansprucht wurden.

## Aufbau der Module
In dem Basis-Alpha-Kurs wird den Teilnehmern in den ersten beiden Modulen „grundlegendes Wissen über das lateinische Schriftsystem, elementare Kenntnisse der deutschen Sprache und erste Kompetenzen im Bereich der Lernerautonomie vermittelt.“ Das dritte Modul des Basis-Alpha-Kurses widmet sich „der Sicherung, Automatisierung und Vertiefung der vermittelten Kenntnisse, Fähigkeiten und Fertigkeiten“.
In den drei Modulen des Aufbau-Alpha-Kurses A steht die Vermittlung weiterer sprachlicher und schriftsprachlicher Kompetenzen im Vordergrund.
Im Aufbau-Alpha-Kurs B werden die gelernten Kompetenzen gefestigt und vertieft.
In allen Modulen gehören allgemeine schriftliche und mündliche Kenntnisse und Fertigkeiten, rezeptive und produktive Fähigkeiten, Interaktion, Grammatik, Lernstrategien- und Lerntechniken, Lehrwerks- und arbeitswissen, Sprach- und phonologische Bewusstheit dazu. Eine Wiederholung der bisherigen Kenntnisse und Unterrichtsinhalte ist von Bedeutung, um das Gelernte zu festigen.

## Einstufung der Teilnehmer
An einem Integrationskurs mit Alphabetisierung sind nach dem Gesetz §4 Abs. 1 IntV Migranten berechtigt teilzunehmen, wenn ihre Kompetenzen im Schreiben und Lesen für einen allgemeinen Integrationskurs nicht ausreichen.
Die Teilnehmer werden nach ihren Kompetenzen, Fähigkeiten und Fertigkeiten eingestuft. Eine Einteilung der Kursteilnehmer in die entsprechenden Module ermöglicht eine gezielte Unterstützung und Betreuung. Bundesweit gibt es seit 2007 ein „Einstufungssystem für die Integrationskurse in Deutschland“. Das Einstufungssystem stellt den grundlegenden Bedarf eines Teilnehmers dar. Das Ergebnis legt eine entsprechende Empfehlung für die Teilnahme an einem Alphabetisierungskurs fest. Teilnehmende werden nach ihren Kompetenzen in primäre, funktionale und Zweitschriftlerner eingeteilt.
Unter drei Aspekten werden die Teilnehmer beim Einstufungsverfahren getestet. Die Ermittlung der schriftlichen und mündlichen Sprachkompetenzen und die Festlegung des Alphabetisierungsbedarfs.

## Abschlusstest
Migranten müssen den Deutsch-Test für Zuwanderer bestehen, um dauerhaft in Deutschland bleiben zu können. Ohne Kenntnisse der deutschen Sprache haben Ausländer keinen Anspruch auf eine Einbürgerung.
Nach den vorgegebenen Unterrichtseinheiten (UE) absolviert der Kursteilnehmer einen Abschlusstest. Das Sprachniveau A2 bis B1 nach GER (Gemeinsamer Europäischer Referenzrahmen) mit dem skalierten Sprachtest „Deutsch-Test für Zuwanderer“ sollte erfolgreich abgeschlossen werden. Abschließend wird mit dem Orientierungskurs bundesweit ein Test zu den Themen „Politik in der Demokratie“, „Geschichte und Verantwortung“ und „Mensch und Gesellschaft“ durchgeführt.

## Ziele des Alphabetisierungskurses
Alphabetisierungskurse, wie auch die allgemeinen Integrationskurse, sollten mit dem Deutsch-Test für Zuwanderer (DTZ) abgeschlossen werden. Dabei wird das Niveau B1 des Gemeinsamen Europäischen Referenzrahmens (GER) als sprachliches Zielniveau angestrebt. Für Menschen mit analphabetischem Hintergrund ist der Abschluss mit dem Niveau A2.2 in dem vorgegebenen Zeitrahmen oftmals realisierbarer. Für primäre Analphabeten wird das Niveau A2.1 angestrebt. Aus diesen Gründen besteht die Möglichkeit, den Aufbau-Alpha-Kurs B mit 300 UE zu wiederholen. Geübte Lerner und fortgeschrittene Teilnehmer haben die Wahl, in einen allgemeinen oder speziellen Integrationskurs zu wechseln. Um einen bestmöglichen Effekt zu erzielen und den Kursteilnehmern die Chance zu geben, sich nach der Förderdauer eigenständig weiterzubilden, werden in den Kursen neben sprachlichen und schriftsprachlichen Zielen auch Aspekte wie autonomes Lernen oder Schlüsselfähigkeiten wie Teamfähigkeit vermittelt. Interkulturelle Kompetenzen spielen ebenso eine Rolle. Dabei können Verhaltensweisen aus der Herkunftskultur mit denen der Aufnahmekultur verglichen und reflektiert werden.
Ein weiteres Ziel ist es, das Sprachenbewusstsein der Teilnehmer zu fördern, da die Stärkung der Sprache der Herkunftskultur sich positiv auf das Lernen der Zweitsprache auswirkt.